# Linda Fiorentino
Linda Fiorentino   (Filadèlfia, 9 de març de 1958)
 fonts diferents) és una actriu nord-americana. Fiorentino va debutar a la pantalla amb un paper principal a la pel·lícula dramàtica Vision Quest de 1985, que va arribar a la seva edat, seguida aquell mateix any amb un paper principal a la pel·lícula d'acció Gotcha! i una aparició a la pel·lícula After Hours. Fiorentino va guanyar l'atenció pels seus papers principals en el thriller eròtic Jade (1995), la pel·lícula d'humor d'acció de ciència-ficció Men in Black (1997) i la comèdia fantàstica Dogma (1999). Per la seva interpretació a la pel·lícula The Last Seduction de 1994, va guanyar el premi "New York Film Critics Circle" a la millor actriu, el "London Film Critics 'Circle Award" a l'actriu de l'any i va ser nominada al premi BAFTA a la millor actriu protagonista "Leading Role".

## Adolescència
Un dels set o vuit fills d'una família italo-americana, Fiorentino va néixer al sud de Filadèlfia, Pennsilvània. Va créixer al sud de Filadèlfia i més tard a la secció de Turnersville del municipi de Washington, al sud de Jersey. El 1976, Fiorentino es va graduar a la "Washington Township High School" de Sewell, Nova Jersey. Va començar a actuar en obres de teatre al "Rosemont College", al suburbi de Filadèlfia, abans de graduar-se el 1980. Es va formar al "Circle in the Square Theatre School" de Manhattan mentre treballava com a cambrera a la discoteca Kamikaze, on també treballava el company i futur actor Bruce Willis.
Fiorentino va aconseguir el seu primer paper professional el 1985 quan va protagonitzar Vision Quest.
Després va protagonitzar la pel·lícula d'acció Gotcha! que es va rodar a Los Angeles, Califòrnia; París, França; i Berlín, Alemanya. El seu company de repartiment, Anthony Edwards, la va dirigir posteriorment a Charlie's Ghost Story.
El 1994, va rebre elogis per la seva actuació a la pel·lícula neo-negra del darrer seducció del director John Dahl, interpretant a l'assassina femme fatale, Bridget. La seva interpretació va guanyar el Premi New York Film Critics Circle a la millor actriu i el London Film Critics 'Circle Award a l'actriu de l'any i va ser nominada al premi BAFTA a la millor actriu en un paper principal. Va seguir això com la femme fatale al thriller eròtic Jade de 1995, un fracàs crític i de taquilla. Més tard va treballar de nou amb Dahl en la seva pel·lícula Unforgettable (1996).

## Carrera
Fiorentino va aconseguir el seu primer paper professional el 1985 quan va protagonitzar Vision Quest. Després va protagonitzar la pel·lícula d'acció Gotcha! que es va rodar a Los Angeles, Califòrnia; París, França; i Berlín, Alemanya. El seu company de repartiment, Anthony Edwards, la va dirigir posteriorment a Charlie's Ghost Story.
El 1994, va rebre elogis per la seva actuació a la pel·lícula neo-negra The Last Seduction, del director John Dahl, interpretant a l'assassina femme fatale, Bridget. La seva interpretació va guanyar el "Premi New York Film Critics Circle" a la millor actriu i el "London Film Critics 'Circle Award" a l'actriu de l'any i va ser nominada al premi BAFTA a la millor actriu en un paper principal. Va seguir això com la femme fatale al thriller eròtic Jade de 1995, un fracàs crític i de taquilla. Més tard va treballar de nou amb Dahl en la seva pel·lícula Unforgettable (1996).
Fiorentino va interpretar el rol principal femení en el gran èxit Men in Black el 1997, i després va aparèixer en el vídeo directe Body Count el 1998.
 El 1999 va protagonitzar Dogma com a empleada de la clínica d'avortament encarregada de salvar el món.
Després d'un paper coprotagonista a la pel·lícula de robatori del 2000, Where the Money Is, i un paper principal com a personatge titular de la pel·lícula del 2002, Liberty Stands Still, la carrera de Fiorentino es va frenar. Va estar en converses per protagonitzar una sèrie que estava preparant Tom Fontana, però finalment no va acceptar el projecte. Fiorentino estava vinculat a un drama biogràfic de Georgia O'Keeffe anomenat Till the End of Time, però el projecte es va estancar quan Fiorentino va caure pel productor. El 2007, Fiorentino va optar pels drets d'un guió sobre la poeta russa Anna Akhmàtova, amb plans per produir i, possiblement, protagonitzar i dirigir, però el projecte es va retirar. Durant aquest període, es va informar que desenvolupava dos documentals, dels quals cap va avançar.

## Vida personal
Fiorentino està divorciada del director i escriptor de cinema John Byrum.
Participació en el cas Anthony Pellicano
El 2009, l'ex agent de la Secretaria Federal d'Investigació Mark T. Rossini es va declarar culpable d'accedir il·legalment a ordinadors de l'FBI durant el processament de l'investigador privat de Los Angeles Anthony Pellicano. Els responsables de l'aplicació de la llei van dir que Fiorentino anteriorment havia tingut una relació amb Pellicano i volia ajudar la seva defensa. Segons els fiscals, Fiorentino ara estava sortint amb Rossini i li va dir que estava investigant un guió basat en el cas. Va dur a terme recerques en ordinadors governamentals per obtenir informació relacionada amb el cas Pellicano i va passar els resultats a Fiorentino, que després va lliurar els fitxers als advocats de Pellicano en un esforç fallat per ajudar Pellicano a evitar una condemna de 15 anys de presó.